# Memorial del Genocidi Armeni

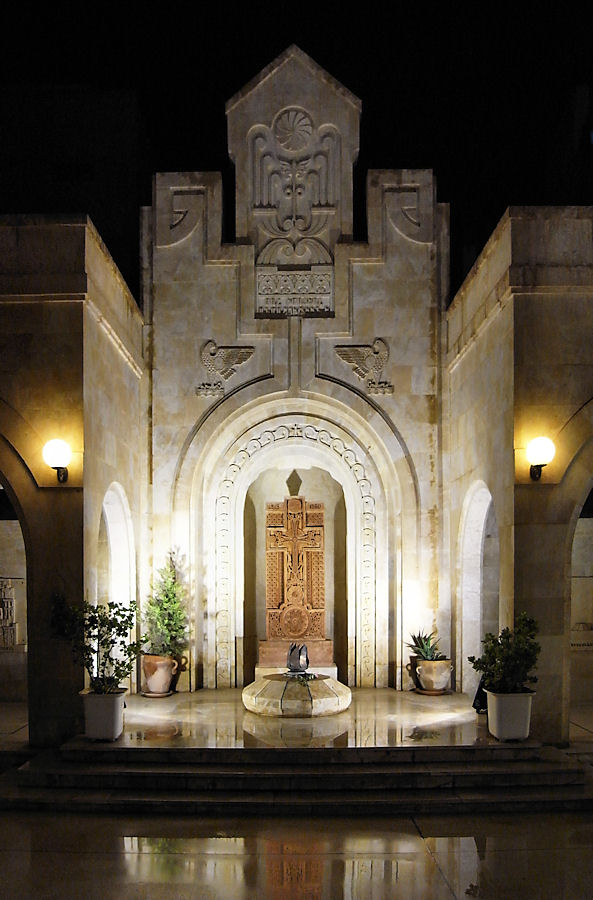
Vista de la façana de l'església del Memorial del Genocidi Armeni, el 2008

El Memorial del Genocidi Armeni (àrab: كنيسة شهداء الأرمن, Kanīsat Xuhadāʾ al-Arman; armeni: Մեծ Եղեռնի Նահատակաց Յուշահամալիր) fou una església construïda en memòria de les víctimes del genocidi armeni, situada a Deir al-Zor a Síria. Es va començar a edificar el 1989 i va finalitzar el novembre de 1990; va ser consagrada el 4 maig de 1991 per Garéguine II, patriarca armeni de Cilícia. El complex era al mateix temps un lloc de culte, un museu, un monument, un centre d'arxius i una sala d'exposicions. Estava sota administració directa del patriarca de la diòcesi armenia d'Alep. Cada any, el 24 d'abril, desenes de milers de pelegrins d'origen armeni de tot el món visitaven el lloc per commemorar a les víctimes del genocidi, amb la presència dels seus líders religiosos.
El 21 de setembre de 2014, el memorial va ser dinamitat i destruït per ex membres del Front Al-Nusra integrats a l'Estat Islàmic.